# Morena Okruzhnaja
Die Morena Okruzhnaja (englische Transkription von russisch Морена Окружная Morena Okruschnaja, deutsch ‚Bezirkmoräne‘) ist eine Moräne an der Knox-Küste des ostantarktischen Wilkeslands. Sie liegt unmittelbar südlich der Bunger Hills im Gebiet des Apfel-Gletschers.
Russische Wissenschaftler benannten sie.